# Georges Abi-Saber
Georges Abi-Saber OLM (* 12. Mai 1923 in Wadi Sette; † 26. August 2015) war ein libanesischer Geistlicher und Bischof von Saint-Maron de Montréal. 

## Leben
Georges Abi-Saber trat der Ordensgemeinschaft der Baladiten bei und empfing am 16. Juli 1952 die Priesterweihe.
 Paul VI. ernannte ihn am 4. August 1977 zum Bischof von Latakia. Der Maronitische Patriarch von Antiochien und des ganzen Orients Anton Peter Khoraiche spendete ihm am 29. November desselben Jahres die Bischofsweihe; Mitkonsekratoren waren Joseph Salamé, Erzbischof von Aleppo, und Ibrahim Hélou, Bischof von Sidon. 
Am 2. Mai 1986 ernannte ihn Papst Johannes Paul II. zum Weihbischof in Antiochien und Titularbischof von Aradus. Am 23. November 1990 wurde er zum Bischof von Saint-Maron de Montréal ernannt.
Seinem Rücktrittsgesuch aus gesundheitlichen Gründen gab Papst Johannes Paul II. am 7. Februar 1996 statt.